# Португалете
Португалете (баск. Portugalete, ісп. Portugalete) — муніципалітет в Іспанії, у складі автономної спільноти Країна Басків, у провінції Біская. Населення — 48 105 осіб (2009).
Муніципалітет розташований на відстані близько 330 км на північ від Мадрида, 9 км на північний захід від Більбао.

## Демографія
Динаміка населення (INE ):

## Уродженці
- Іньякі Гойтія (*1982) — іспанський футболіст, воротар, фланговий півзахисник.

- Андер Капа (* 1992) — аргентинський футболіст.
- Пачуко Пратс (*1902 — †1976) — відомий у минулому іспанський футболіст, півзахисник.

## Галерея зображень

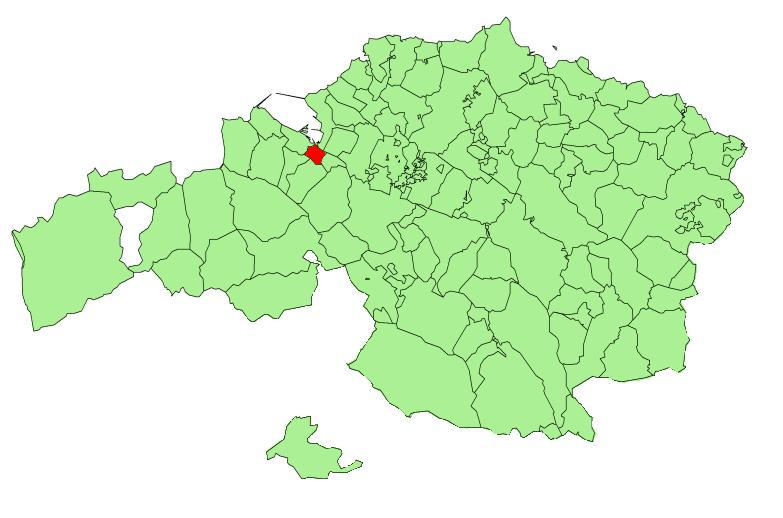
Розташування муніципалітету
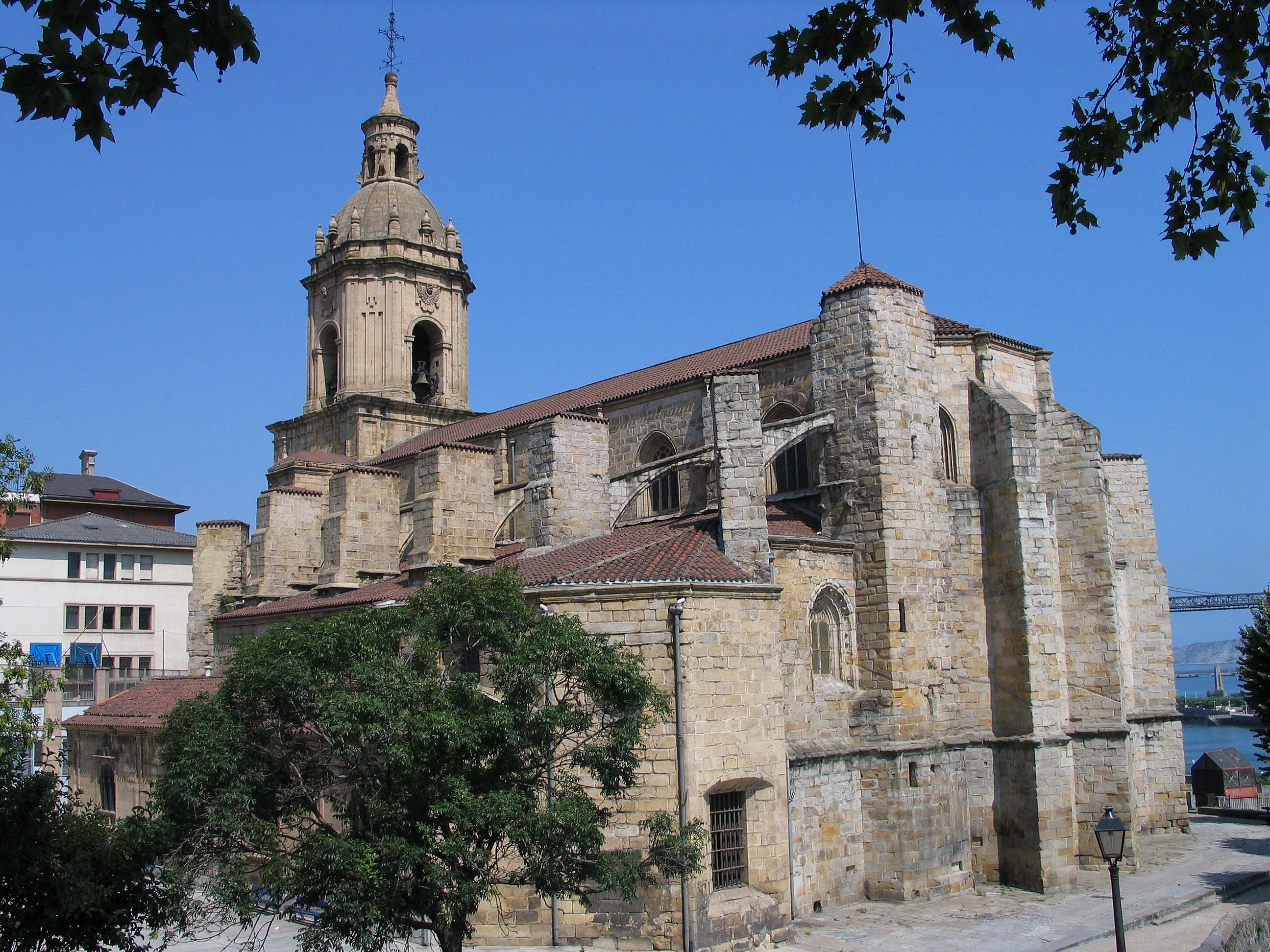
Базиліка Санта-Марія
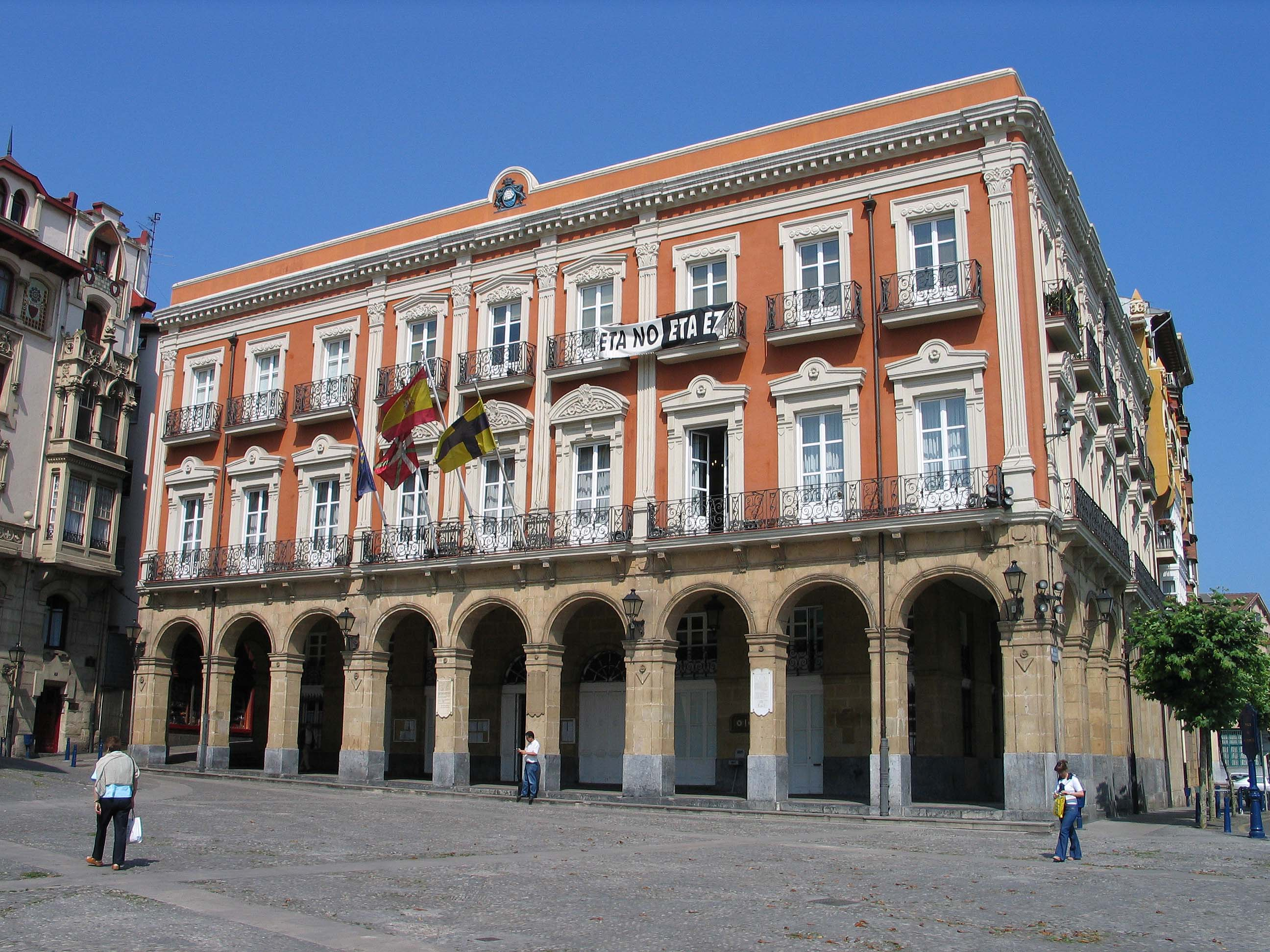
Муніципальна рада